# AdPrint Festival
AdPrint Festival – doroczny festiwal reklamy drukowanej odbywający się w latach 2000–2012 w Rumunii (najpierw w Braszowie, a następnie w Bukareszcie), początkowo (do 2004) o zasięgu regionalnym, później europejskim. Festiwalowi towarzyszył konkurs z nagrodami (złoty, srebrny i brązowy anioł) w kilku kategoriach, przyznawanymi przez międzynarodowe jury.